# Una pallottola per un fuorilegge
Una pallottola per un fuorilegge (Bullet for a Badman) è un film del 1964 diretto da R.G. Springsteen.
È un film western statunitense con Audie Murphy, Darren McGavin e Ruta Lee.

## Produzione
Il film, diretto da R.G. Springsteen su una sceneggiatura di Mary Willingham e Willard W. Willingham con il soggetto di Marvin H. Albert, fu prodotto da Gordon Kay per la Universal Pictures e girato nello Snow Canyon, sul fiume Virgin e nel parco nazionale di Zion, nello Utah, e negli Universal Studios a Universal City, in California.

## Distribuzione
Il film fu distribuito con il titolo Bullet for a Badman negli Stati Uniti dal 1º settembre 1964 al cinema dalla Universal Pictures.
Alcune delle uscite internazionali sono state:
- in Danimarca il 24 giugno 1964 (Den sidste kugle)
- in Austria nell'agosto del 1964 (Die letzte Kugel trifft)
- in Germania Ovest nell'agosto del 1964 (Die letzte Kugel trifft)
- in Svezia il 10 agosto 1964 (Hämnaren från Texas)
- in Finlandia il 27 novembre 1964 (Sista kulan dödar)
- in Brasile (Balas para um Bandido)
- in Spagna (La leyenda de Sam Guard)
- in Francia (La patrouille de la violence)
- in Jugoslavia (Metak za zlikovca)
- in Grecia (O tromokratis tou Mexikou)
- in Italia (Una pallottola per un fuorilegge)

## Promozione
Le tagline sono:
- "He had to kill or be killed... as he fought the deadliest duel in frontier history!".
- "The Gunslinger Whose Life He Had Saved Forced Him To Stand In The Path Of A... Bullet for a Badman".

## Critica
Secondo il Morandini il film è un "western potabile con una discreta miscela di azione, suspense e disegno psicologico dei personaggi"..